# Mitostoma pyrenaeum
Espèce
Synonymes
- Nemastoma pyrenaeum Simon, 1879
- Mitostoma asturicum Roewer, 1951

Mitostoma pyrenaeum est une espèce d'opilions dyspnois de la famille des Nemastomatidae.

## Distribution
Cette espèce se rencontre en France et en Espagne. Elle a été observée dans les Pyrénées, le Massif central et la cordillère Cantabrique.

## Description
Le mâle holotype mesure 2,1 mm.

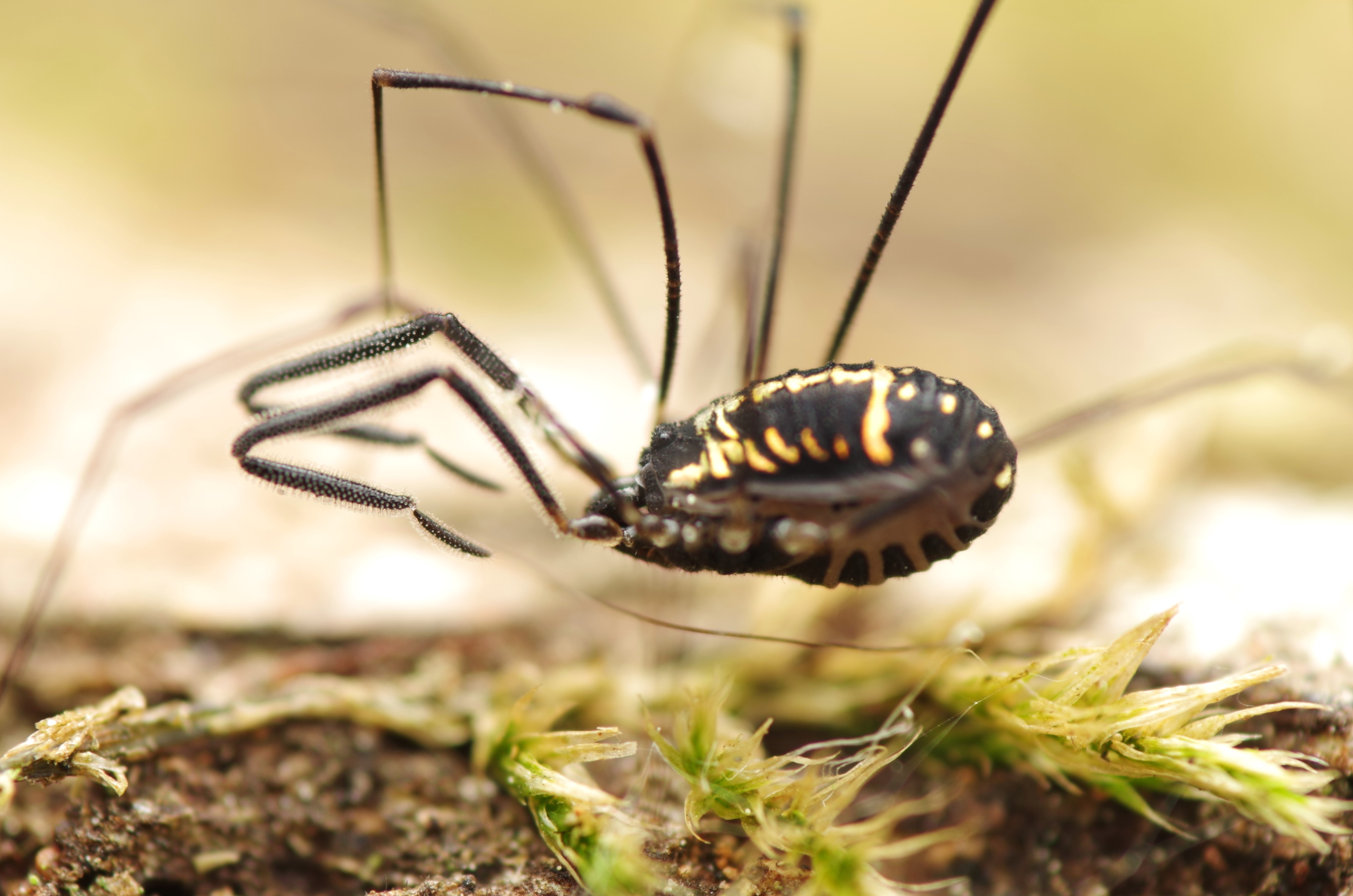
Mitostoma pyrenaeum

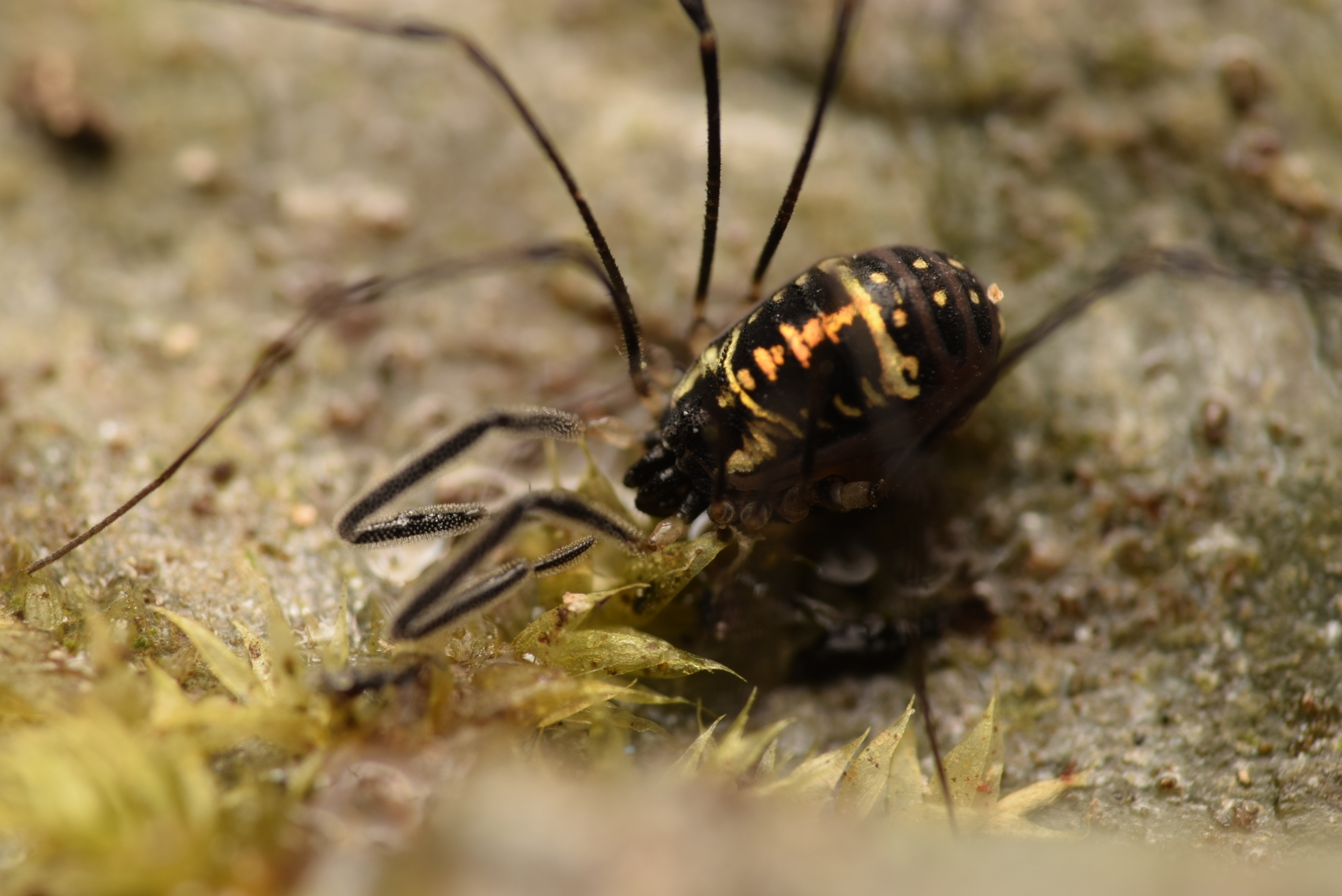
Mitostoma pyrenaeum

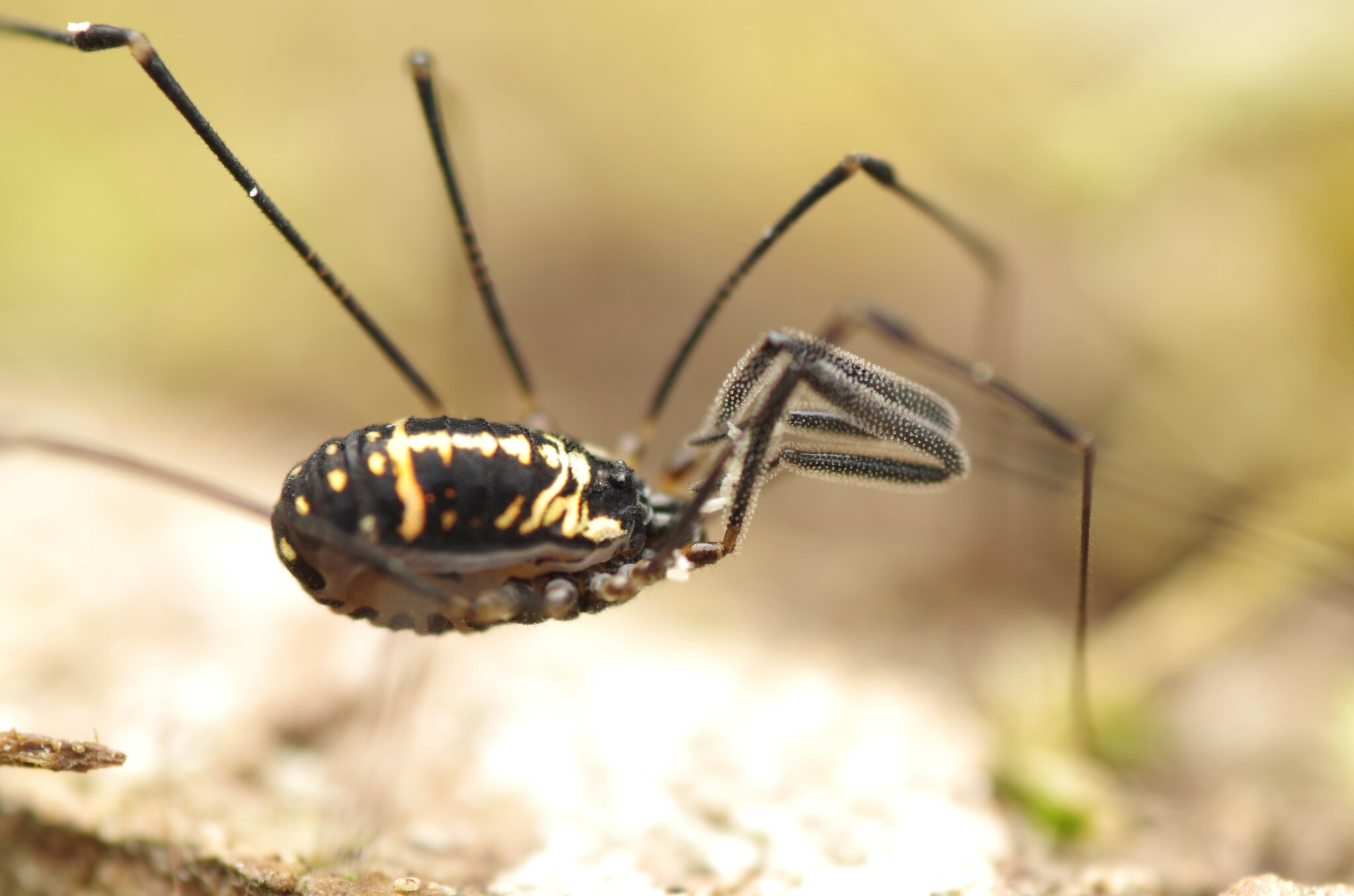
Mitostoma pyrenaeum

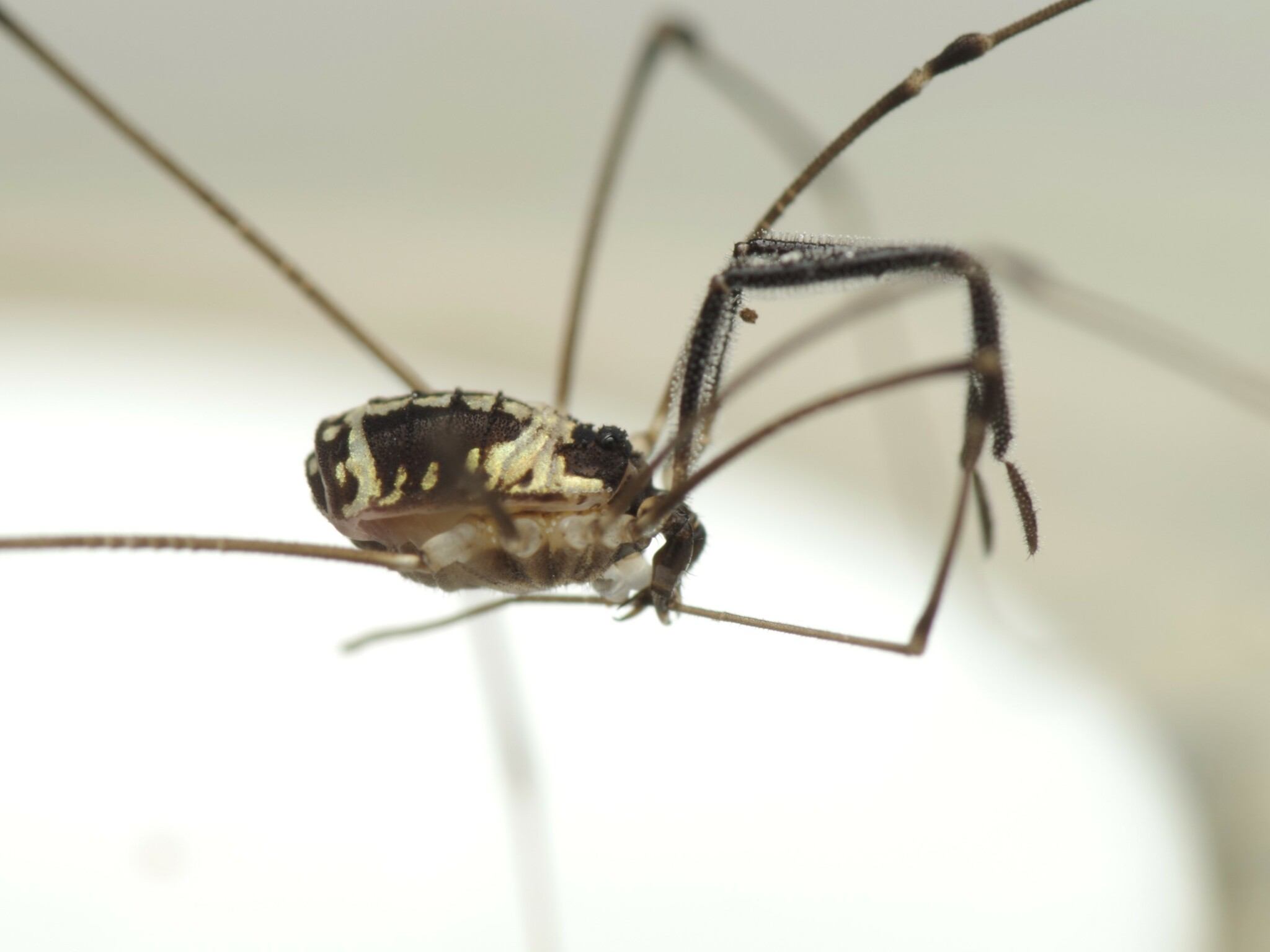
Mitostoma pyrenaeum

Le mâle décrit par Roewer en 1951 mesure 2,2 mm et la femelle 2,5 mm.

## Systématique et taxinomie
Cette espèce a été décrite sous le protonyme Nemastoma pyrenaeum par Simon en 1879. Elle est placée dans le genre Mitostoma par Roewer en 1951.
Mitostoma asturicum a été placée en synonymie par Schönhofer en 2013..

## Étymologie
Son nom d'espèce lui a été donné en référence au lieu de sa découverte, les Pyrénées.

## Publication originale
- Simon, 1879 : « Les Ordres des Chernetes, Scorpiones et Opiliones. » Les Arachnides de France, vol. 7, p. 1-332.